# Billy Koumetio
Billy Dawson Koumetio (Lione, 14 novembre 2002) è un calciatore francese, difensore del Dundee.

## Caratteristiche tecniche
È un difensore centrale.

## Carriera

### Club
Cresciuto nel settore giovanile di Olympique Lione ed Orléans, nel 2018 è stato acquistato dagli inglesi del Liverpool che lo hanno inizialmente assegnato alla loro squadra Under-18. Nell'agosto del 2020 ha firmato il suo primo contratto professionistico ed il 9 dicembre ha debuttato in prima squadra nell'incontro della fase a gironi di Champions League pareggiato 1-1 contro i danesi del Midtjylland.
Il 30 giugno 2022 è stato ceduto in prestito all'Austria Vienna ma a causa del poco spazio nel mercato invernale è tornato in Inghilterra. Il 29 agosto 2023 è passato in prestito ai francesi del Dunkerque ma sei mesi dopo ha cambiato squadra, accasandosi nella seconda divisione inglese al Blackburn Rovers fino al termine della stagione.
Il 9 agosto seguente ha lasciato a titolo definitivo il Liverpool firmando un contratto di due anni con il Dundee, club della prima divisione scozzese. Il 22 luglio 2025 ha segnato il suo primo gol in carriera in competizioni professionistiche nella partita di Coppa di Lega scozzese contro il Bonnyrigg Rose; ha concluso la stagione con 19 presenze in campionato, venendo riconfermato in rosa anche per la stagione 2025-2026.

### Nazionale
Ha giocato con la nazionale francese Under-18.

## Statistiche

### Presenze e reti nei club
Statistiche aggiornate al 5 agosto 2025.
| Stagione         | Squadra           | Campionato       | Campionato | Campionato | Coppe nazionali | Coppe nazionali | Coppe nazionali | Coppe continentali | Coppe continentali | Coppe continentali | Altre coppe | Altre coppe | Altre coppe | Totale | Totale |
| Stagione         | Squadra           | Comp             | Pres       | Reti       | Comp            | Pres            | Reti            | Comp               | Pres               | Reti               | Comp        | Pres        | Reti        | Pres   | Reti   |
| ---------------- | ----------------- | ---------------- | ---------- | ---------- | --------------- | --------------- | --------------- | ------------------ | ------------------ | ------------------ | ----------- | ----------- | ----------- | ------ | ------ |
| 2020-2021        | Liverpool         | PL               | 0          | 0          | FACup+CdL       | 0               | 0               | UCL                | 1                  | 0                  | SE          | 0           | 0           | 1      | 0      |
| 2021-2022        | Liverpool         | PL               | 0          | 0          | FACup+CdL       | 0+1             | 0               | -                  | -                  | -                  | -           | -           | -           | 1      | 0      |
| Totale Liverpool | Totale Liverpool  | Totale Liverpool | 0          | 0          |                 | 1               | 0               |                    | 1                  | 0                  |             | -           | -           | 2      | 0      |
| 2022-gen. 2023   | Austria Vienna II | 2L               | 4          | 0          | -               | -               | -               | -                  | -                  | -                  | -           | -           | -           | 4      | 0      |
| 2022-gen. 2023   | Austria Vienna    | BL               | 5          | 0          | CA              | 3               | 0               | UEL+UECL           | 2+1                | 0                  | -           | -           | -           | 11     | 0      |
| 2023-gen. 2024   | Dunkerque         | L2               | 8          | 0          | CF              | 1               | 0               | -                  | -                  | -                  | -           | -           | -           | 9      | 0      |
| gen.-giu. 2024   | Blackburn Rovers  | FLC              | 0          | 0          | FACup+CdL       | 1+0             | 0               | -                  | -                  | -                  | -           | -           | -           | 1      | 0      |
| 2024-2025        | Dundee            | SP               | 19         | 0          | CS+CdL          | 0+1             | 0               | -                  | -                  | -                  | -           | -           | -           | 20     | 0      |
| 2025-2026        | Dundee            | SP               | 0          | 0          | CS+CdL          | 0+2             | 0+1             | -                  | -                  | -                  | -           | -           | -           | 2      | 1      |
| Totale Dundee    | Totale Dundee     | Totale Dundee    | 19         | 0          |                 | 3               | 1               |                    | -                  | -                  |             | -           | -           | 22     | 1      |
| Totale carriera  | Totale carriera   | Totale carriera  | 36         | 0          |                 | 9               | 1               |                    | 4                  | 0                  |             | -           | -           | 49     | 1      |

## Palmarès

### Club

#### Competizioni nazionali
- Coppa di Lega inglese: 1

Lievrpool: 2021-2022